# Victoria Mwaka
Pour les articles homonymes, voir Mwaka.
Victoria Miriam Mwaka est une professeure de géographie, une femme politique et une militante des droits des femmes ougandaise dans le district de Luweero. Elle est la première femme à être professeure en Ouganda et la première docteure ougandaise en géographie.

## Biographie
Victoria Mwaka naît à Namunyumya dans le district d'Iganga. En raison de leur milieu modeste, son père lui inculque la devise « Si vous échouez, il n'y aura pas de deuxième chance ». Grâce à des groupes de solidarité estudiantines, et le soutien de son mari, elle progresse dans ses études. Elle devient titulaire d'un doctorat en géographie obtenu à l'Université Makerere.

## Carrière universitaire
Victoria Mwaka commence à enseigner dans le secondaire en 1969, avant de devenir maîtresse de conférences, puis professeure associée de géographie. À partir de 1975, elle dirige pendant douze ans le département de géographie à l'université de Makerere. Elle devient professeure de géographie en 1991, ce qui fait d'elle la première femme professeure en Ouganda. Ses travaux portent sur l'agriculture et les questions de genre, comme pour l'étude sur le Libéria. Elle crée l’École d'études sur les femmes et le genre et la dirige jusqu'à ce qu'elle devienne vice-présidente de l'Assemblée constituante entre 1994 et 1995. 
Depuis son retrait de la politique, elle dirige l'école qu'elle a créée en 1993, la Victoria Model Secondary School, dans le district de Luweero, qui offre une éducation abordable aux petites filles. Elle est également présidente du comité de gestion de l'hôpital de Luweero.

## Carrière politique
Entre 1994 et 1995, elle est vice-présidente de l'Assemblée constituante. En 1996 elle s'engage en politique lorsqu'elle remporte la victoire en tant que représentante des femmes au Parlement de l'Ouganda pour le district de Luweero. En 1997, elle est présidente de l'organisation internationale d'échanges interculturels de femmes. Elle est élue députée du district de Luweero de 2006 jusqu'à 2011, date de son retrait de la vie politique.

## Vie privée
Elle est mariée à Nathen Okwakol, jusqu'au décès de ce dernier en 2019.